# Hafnir
Hafnir – miejscowość w południowo-zachodniej Islandii, na wschodnim wybrzeżu półwyspu Reykjanes, nad zatoką Ósar, około 10 km na południowy zachód od Keflavíku. Wchodzi w skład gminy Reykjanesbær (region Suðurnes), w historycznym okręgu Gullbringusýsla. W 2018 zamieszkiwało ją 110 osób.